# Astronautika u 1990.
◄◄ | ◄ | 1987. | 1988. | 1989. | 1990.  | 1991. | 1992. | 1993. | ► | ►►
Arhitektura • Astronautika • Astronomija • Biologija • Film • Fotografija • Glazba • Kazalište • Kemija • Kiparstvo • Knjige • Književnost • Kršćanstvo • Meteorologija • Medicina • Planinarstvo • Politika • Pravo • Promet • Slikarstvo • Strip • Šport • Televizija • Znanost • Zrakoplovstvo • Željeznički promet
Astronautika u 1990.

## Svemirske letjelice

### Orbitalne i suborbitalne letjelice
- 24. travnja lansiran Svemirski teleskop Hubble
- 21. lipnja – lansiran Kosmos 2084, sovjetski satelit sustava upozorenja o raketnom napadu

### Letovi prema Mjesecu i tijelima Sunčevog sustava
- Galileov prelet Venere (10. veljače)
- 14. veljače 1990. Voyager 1 je okrenuo kamere zadnji puta i okinuo galeriju fototgrafija nazvanu Obiteljski portret, skup fotografija 6 planeta Sunčevog sustava, među kojima je Zemlja prikazana kao blijeda plava točka u tami svemira.
- 6. listopada lansiran Ulysses

## Vanjske poveznice
|  | Zajednički poslužitelj ima još gradiva o temi Svemirski letovi u 1990. |